# Domingos Quina
Domingos Quina (Guinea-Bisáu, 18 de noviembre de 1999) es un futbolista portugués que juega de centrocampista en el Pafos F. C. de la Primera División de Chipre.
A pesar de que nació en Guinea-Bisáu, representa a Portugal a nivel juvenil. Esto es así porque es hijo del también futbolista portugués Samuel Quina.

## Trayectoria
Pasó por las inferiores del Benfica y Chelsea, y luego de recibir una oferta del Arsenal fichó por el West Ham United en mayo de 2016 y firmó su primer contrato profesional con el club en noviembre de 2016. Debutó con los hammers el 28 de julio de 2016 por la Liga Europea contra el NK Domzale, cuando entró al minuto 81 por Michail Antonio.

### Watford
El 9 de agosto de 2018 fichó por el Watford por cuatro años, en una transferencia estimada de un millón de libras. Debutó por Watford el 29 de agosto en el segunda ronda de la EFL Cup, en la visita al Reading. Con el Watford ya ganando por 1-0, Quina anotó un gol desde la larga distancia y sentenció el 2-0 final.
El 1 de febrero de 2021 el Granada C. F. anunció su llegada como cedido hasta final de temporada. Siete meses después fue el Fulham F. C. quien logró su cesión. Esta se canceló en enero de 2022 y se marchó al Barnsley F. C. para lo que quedaba de campaña. La siguiente siguió acumulando cesiones, esta vez en el Elche C. F. y el Rotherham United F. C.
En julio de 2023 puso fin a su etapa en el Watford F. C. y fichó por el Udinese Calcio firmando un contrato hasta 2025 con opción de prorrogarlo dos temporadas más. El siguiente mes de enero dejó el club de manera temporal para acabar la campaña en el F. C. Vizela. En septiembre de 2024 se marchó definitivamente al Pafos F. C. chipriota.

## Selección nacional
Quina ha representado a Portugal en las categorías sub-17, sub-18, sub-19 y sub-20. Ganó el Campeonato de Europa Sub-17 de la UEFA con Portugal en mayo de 2016. En julio de 2018, fue parte de la selección de Portugal sub-19 que ganó el Campeonato Europeo de la UEFA Sub-19 derrotando a Italia sub-19 en la final por 4-3 en el tiempo agregado. 

## Estadísticas

### Clubes
Actualizado al 24 de mayo de 2025.
| Club | Div.          | Temporada     | Liga  | Liga  | Copas nacionales(1) | Copas nacionales(1) | Copas internacionales(2) | Copas internacionales(2) | Total | Total |
| Club | Div.          | Temporada     | Part. | Goles | Part.               | Goles               | Part.                    | Goles                    | Part. | Goles |
| --- | ------------- | ------------- | ----- | ----- | ------------------- | ------------------- | ------------------------ | ------------------------ | ----- | ----- |
| West Ham United F. C. Inglaterra | 1.ª           | 2016-17       | 0     | 0     | 0                   | 0                   | 2                        | 0                        | 2     | 0     |
| West Ham United F. C. Inglaterra | 1.ª           | 2017-18       | 0     | 0     | 4                   | 0                   | —                        | —                        | 4     | 0     |
| West Ham United F. C. Inglaterra | Total club    | Total club    | 0     | 0     | 4                   | 0                   | 2                        | 0                        | 6     | 0     |
| West Ham United F. C. sub-23 Inglaterra | R             | 2017-18       | 14    | 2     | 4                   | 0                   | —                        | —                        | 18    | 2     |
| West Ham United F. C. sub-23 Inglaterra | Total club    | Total club    | 14    | 2     | 4                   | 0                   | 0                        | 0                        | 18    | 2     |
| Watford F. C. Inglaterra | 1.ª           | 2018-19       | 8     | 1     | 5                   | 1                   | —                        | —                        | 13    | 2     |
| Watford F. C. Inglaterra | 1.ª           | 2019-20       | 4     | 0     | 5                   | 0                   | —                        | —                        | 9     | 0     |
| Watford F. C. Inglaterra | 2.ª           | 2020-21       | 14    | 1     | 1                   | 0                   | —                        | —                        | 15    | 1     |
| Watford F. C. Inglaterra | Total club    | Total club    | 26    | 2     | 11                  | 1                   | 0                        | 0                        | 37    | 3     |
| Granada C. F. · España | 1.ª           | 2020-21       | 8     | 2     | 0                   | 0                   | 0                        | 0                        | 8     | 2     |
| Granada C. F. · España | Total club    | Total club    | 8     | 2     | 0                   | 0                   | 0                        | 0                        | 8     | 2     |
| Fulham F. C. Inglaterra | 2.ª           | 2021-22       | 2     | 0     | 2                   | 0                   | ―                        | ―                        | 4     | 0     |
| Fulham F. C. Inglaterra | Total club    | Total club    | 2     | 0     | 2                   | 0                   | 0                        | 0                        | 4     | 0     |
| Barnsley F. C. Inglaterra | 2.ª           | 2021-22       | 16    | 2     | ―                   | ―                   | ―                        | ―                        | 16    | 2     |
| Barnsley F. C. Inglaterra | Total club    | Total club    | 16    | 2     | 0                   | 0                   | 0                        | 0                        | 16    | 2     |
| Elche C. F. · España | 1.ª           | 2022-23       | 10    | 0     | 1                   | 0                   | ―                        | ―                        | 11    | 0     |
| Elche C. F. · España | Total club    | Total club    | 10    | 0     | 1                   | 0                   | 0                        | 0                        | 11    | 0     |
| Rotherham United F. C. Inglaterra | 2.ª           | 2022-23       | 8     | 0     | ―                   | ―                   | ―                        | ―                        | 8     | 0     |
| Rotherham United F. C. Inglaterra | Total club    | Total club    | 8     | 0     | 0                   | 0                   | 0                        | 0                        | 8     | 0     |
| Udinese Calcio · Italia | 1.ª           | 2023-24       | 2     | 0     | 1                   | 0                   | ―                        | ―                        | 3     | 0     |
| Udinese Calcio · Italia | Total club    | Total club    | 2     | 0     | 1                   | 0                   | 0                        | 0                        | 3     | 0     |
| F. C. Vizela Portugal | 1.ª           | 2023-24       | 13    | 0     | 1                   | 0                   | ―                        | ―                        | 14    | 0     |
| F. C. Vizela Portugal | Total club    | Total club    | 13    | 0     | 1                   | 0                   | 0                        | 0                        | 14    | 0     |
| Pafos F. C. Chipre | 1.ª           | 2024-25       | 25    | 2     | 3                   | 0                   | 7                        | 0                        | 35    | 2     |
| Pafos F. C. Chipre | Total club    | Total club    | 25    | 2     | 3                   | 0                   | 7                        | 0                        | 35    | 2     |
| Total carrera | Total carrera | Total carrera | 124   | 10    | 27                  | 1                   | 9                        | 0                        | 160   | 11    |
| (2) Incluye Liga Europa de la UEFA y Liga Conferencia de la UEFA.(1) Incluye FA Cup, Copa de la Liga de Inglaterra, EFL Trophy, Copa del Rey, Copa Italia, Copa de Portugal y Copa de Chipre. |               |               |       |       |                     |                     |                          |                          |       |       |

### Selección nacional
| Selección       | Temporada     | Encuentros | Encuentros |
| Selección       | Temporada     | Part.      | Goles      |
| --------------- | ------------- | ---------- | ---------- |
| Sub-17 Portugal | 2015-2016     | 14         | 8          |
| Sub-17 Portugal | Total         | 14         | 8          |
| Sub-18 Portugal | 2016          | 3          | 0          |
| Sub-18 Portugal | Total         | 3          | 0          |
| Sub-19 Portugal | 2016-2018     | 23         | 3          |
| Sub-19 Portugal | Total         | 23         | 3          |
| Sub-20 Portugal | 2017-         | 11         | 1          |
| Sub-20 Portugal | Total         | 11         | 1          |
| Sub-21 Portugal | 2019-         | 1          | 0          |
| Sub-21 Portugal | Total         | 1          | 0          |
| Total carrera   | Total carrera | 52         | 12         |

## Palmarés

### Títulos nacionales
| Título                     | Club        | País   | Año  |
| -------------------------- | ----------- | ------ | ---- |
| Primera División de Chipre | Pafos F. C. | Chipre | 2025 |

### Títulos internacionales
| Título                                 | Club (*)                               | País       | Año  |
| -------------------------------------- | -------------------------------------- | ---------- | ---- |
| Campeonato de Europa Sub-17 de la UEFA | Selección de fútbol sub-17 de Portugal | Azerbaiyán | 2016 |
| Campeonato Europeo de la UEFA Sub-19   | Selección de fútbol sub-19 de Portugal | Finlandia  | 2018 |

(*) Incluyendo la selección.